# Europäischer Filmpreis 2019
Die 32. Verleihung des Europäischen Filmpreises fand am 7. Dezember 2019 in Berlin im Haus der Berliner Festspiele statt. Der Preis wird von der Europäischen Filmakademie (EFA) vergeben. Nachdem im Vorjahr die Gala in Sevilla (Spanien) stattgefunden hatte, wurde sie zum 15. Mal an die deutsche Hauptstadt, dem Sitz der EFA, vergeben. Als Moderatorinnen wurden die deutsche Schauspielerin Anna Brüggemann und ihre litauische Kollegin Aistė Diržiūtė ausgewählt.
Die Auswahlliste der Spielfilme wurde am 20. August 2019 vorgestellt, jene der Dokumentarfilme am 27. August 2019. Die vollständigen Nominierungen wurden am 9. November 2019 auf dem Europäischen Filmfestival von Sevilla bekanntgegeben. Als bester europäischer Film wurde The Favourite – Intrigen und Irrsinn von Giorgos Lanthimos ausgezeichnet.
2019 wurden die Regularien geändert, mit dem Ziel einer Reduzierung der Anzahl der ausgewählten Filme, einer Demokratisierung des Nominierungsverfahren und einer Gleichbehandlung aller Länder. Unter anderem wurde die Direktwahl von Spielfilmen der 20 Länder mit den meisten EFA-Mitgliedern abgeschafft. Um an den EFAs teilnehmen zu können, muss ein Film zusätzlich zu den bisherigen Kriterien entweder eine Auszeichnung bei einem großen Festival erhalten haben oder für große Aufmerksamkeit bei Filmfestivals gesorgt haben oder in mindestens drei Länder (bei Dokumentationen ein Land) verkauft oder verliehen worden sein.

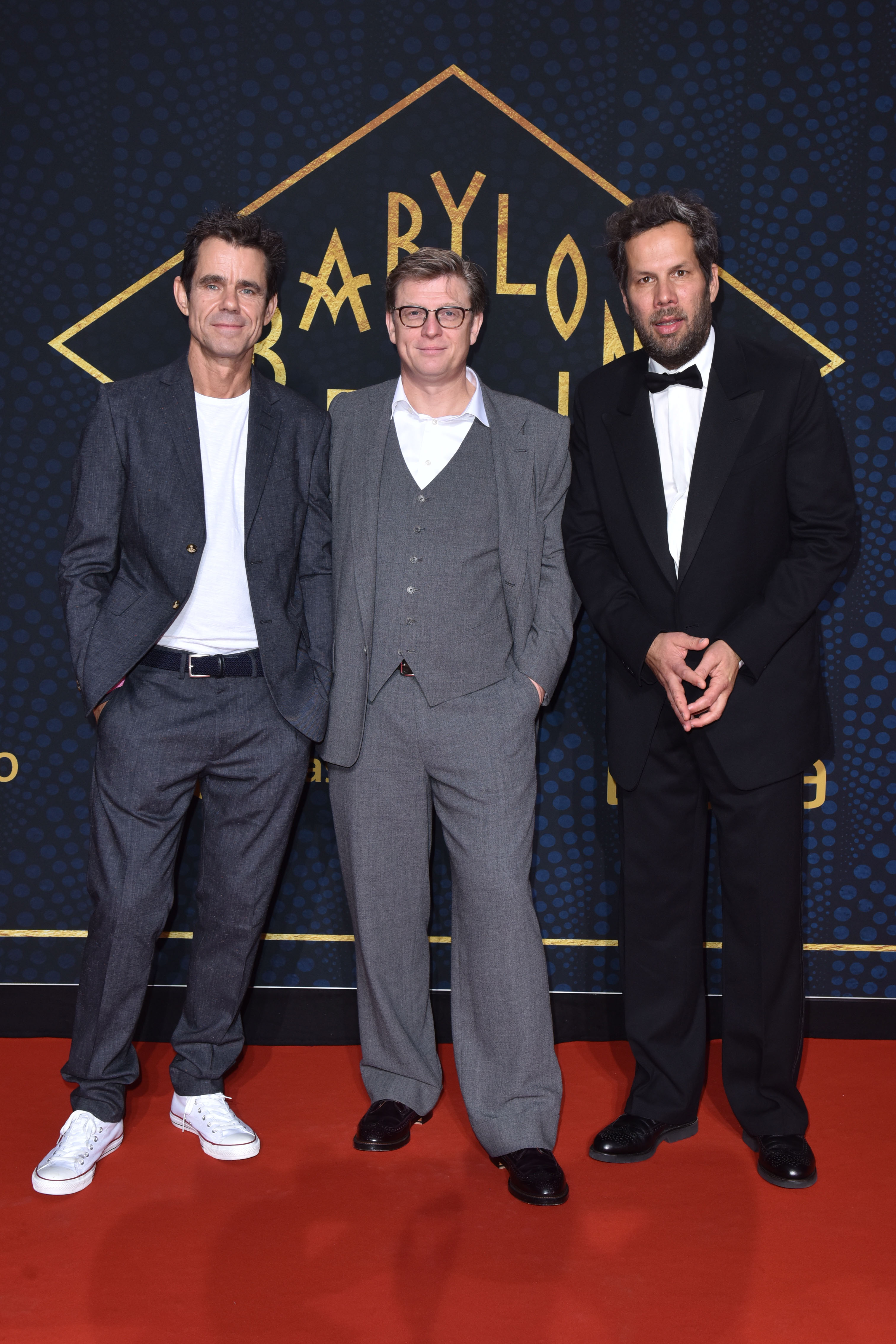
Tom Tykwer, Hendrik Handloegten und Achim von Borries (Babylon Berlin)

Ebenfalls 2019 wurde erstmals ein Preis für die beste europäische Serie (New European Achievement in Fiction Series Award) eingeführt, der die deutschen Regisseure und Drehbuchautoren Achim von Borries, Hendrik Handloegten und Tom Tykwer für ihre Arbeit an Babylon Berlin ehrt.
Den Preis für das Lebenswerk bekam der deutsche Regisseur, Produzent, Schauspieler, Synchronsprecher und Schriftsteller Werner Herzog zuerkannt, die Auszeichnung für die beste europäische Leistung im Weltkino wurde Juliette Binoche zugesprochen.

## Preisträger und Nominierte
Die Nominierungen wurden am 9. November 2019 bekanntgegeben.
| Film                                               | N | A |
| -------------------------------------------------- | - | - |
| The Favourite – Intrigen und Irrsinn               | 4 | 4 |
| Intrige                                            | 4 | 0 |
| Leid und Herrlichkeit                              | 4 | 1 |
| Il Traditore – Als Kronzeuge gegen die Cosa Nostra | 4 | 0 |
| Porträt einer jungen Frau in Flammen               | 3 | 1 |
| Systemsprenger                                     | 2 | 0 |
| Die Wütenden – Les Misérables                      | 2 | 0 |

### Bester europäischer Film
(präsentiert von David Yates)
The Favourite – Intrigen und Irrsinn – Regie: Giorgos Lanthimos
- Intrige – Regie: Roman Polański
- Leid und Herrlichkeit (Dolor y gloria) – Regie: Pedro Almodóvar
- Systemsprenger – Regie: Nora Fingscheidt
- Il Traditore – Als Kronzeuge gegen die Cosa Nostra – Regie: Marco Bellocchio
- Die Wütenden – Les Misérables – Regie: Ladj Ly

### Beste europäische Komödie
(präsentiert von Eva Melander)
The Favourite – Intrigen und Irrsinn – Regie: Giorgos Lanthimos
- Ditte & Louise – Regie: Niclas Bendixen
- Tel Aviv on Fire – Regie: Sameh Zoabi

### Beste Regie
(präsentiert von Joanna Kulig)
Giorgos Lanthimos – The Favourite – Intrigen und Irrsinn
- Roman Polański – Intrige
- Pedro Almodóvar – Leid und Herrlichkeit (Dolor y gloria)
- Céline Sciamma – Porträt einer jungen Frau in Flammen
- Marco Bellocchio – Il Traditore – Als Kronzeuge gegen die Cosa Nostra

### Beste Darstellerin
(präsentiert von Adriana Ugarte)
Olivia Colman – The Favourite – Intrigen und Irrsinn
- Trine Dyrholm – Königin (Dronningen)
- Adèle Haenel und Noémie Merlant – Porträt einer jungen Frau in Flammen
- Wiktorija Miroschnitschenko – Bohnenstange (Дылда / Dylda)
- Helena Zengel – Systemsprenger

### Bester Darsteller
(präsentiert von Claes Bang)
Antonio Banderas – Leid und Herrlichkeit (Dolor y gloria)
- Jean Dujardin – Intrige
- Pierfrancesco Favino – Il Traditore – Als Kronzeuge gegen die Cosa Nostra
- Levan Gelbakhiani – Als wir tanzten
- Alexander Scheer – Gundermann
- Ingvar Eggert Sigurðsson – Weißer weißer Tag (Hvítur, Hvítur Dagur)

### Bestes Drehbuch
(präsentiert von Jakob Cedergren und Benedetta Porcaroli)
Céline Sciamma – Porträt einer jungen Frau in Flammen
- Roman Polański und Robert Harris – Intrige
- Ladj Ly, Giordano Gederlini und Alexis Manenti – Die Wütenden – Les Misérables
- Pedro Almodóvar – Leid und Herrlichkeit (Dolor y gloria)
- Francesco Piccolo, Marco Bellocchio, Ludovica Rampoldi und Valia Santella – Il Traditore – Als Kronzeuge gegen die Cosa Nostra

### Jurypreise
Am 19. November 2019 wurden die Gewinner der Jurypreise bekanntgegeben, die durch eine achtköpfige Jury ausgewählt wurden. Der Jury gehörten Filmeditorin Nadia Ben Rachid (Frankreich), Kameramann Vanja Černjul (Kroatien), Komponinistin Annette Focks (Deutschland), Maskenbildnerin Gerda Koekoek (Niederlande), Kostümdesignerin Eimer Ní Mhaoldomhnaigh (Irland), Szenenbildner Artur Pinheiro (Portugal), Sound Designer Gisle Tveito (Norwegen) und Visual Effects Supervisor István Vajda (Ungarn) an.
(präsentiert von Mike Downey)
| Kategorie              | Preisträger                                                                                               |
| ---------------------- | --- |
| Beste Kamera           | Robbie Ryan – The Favourite – Intrigen und Irrsinn                                                        |
| Bester Schnitt         | Yorgos Mavropsaridis – The Favourite – Intrigen und Irrsinn                                               |
| Bestes Szenenbild      | Antxon Gómez – Leid und Herrlichkeit (Dolor y gloria)                                                     |
| Bestes Kostümbild      | Sandy Powell – The Favourite – Intrigen und Irrsinn                                                       |
| Bestes Maskenbild      | Nadia Stacey – The Favourite – Intrigen und Irrsinn                                                       |
| Beste Filmmusik        | John Gürtler – Systemsprenger                                                                             |
| Bester Ton             | Eduardo Esquide, Nacho Royo-Villanova, Laurent Chassaigne – La noche de 12 años                           |
| Beste visuelle Effekte | Martin Ziebell, Sebastian Kaltmeyer, Néha Hirve, Jesper Brodersen, Torgeir Busch – Über die Unendlichkeit |

## Offizielle Auswahlliste – Spielfilme
Auf der im August 2019 vorgestellten Auswahlliste für den Europäischen Filmpreis 2019 standen ursprünglich 46 Filme. Die beiden Filme Intrige und Über die Unendlichkeit wurden am 24. September 2019 der Auswahl nachträglich hinzugefügt.
Die für die regulären Kategorien nominierten Filme sind hellblau hervorgehoben.
| Film                                                              | Regie                                | Land                                                     | Darsteller (Auswahl) |
| ----------------------------------------------------------------- | ------------------------------------ | -------------------------------------------------------- | --- |
| A Twelve-Year Night / La Noche de 12 Años                         | Álvaro Brechner                      | Spanien, Frankreich                                      | Antonio De La Torre, Chino Darín, Alfonso Tort |
| Alles ist gut                                                     | Eva Trobisch                         | Deutschland                                              | Aenne Schwarz, Andreas Döhler, Hans Löw, Tilo Nest, LIna Wendel, Lisa Hagmeister                                                                                    |
| Als wir tanzten                                                   | Levan Akin                           | Schweden, Georgien, Frankreich                           | Levan Gelbakhiani, Bachi Valishvili, Ana Javakhishvili |
| Bohnenstange / Дылда                                              | Kantemir Balagow                     | Russland                                                 | Wiktorija Miroschnitschenko, Wassilissa Perelygina |
| Chained / Eynayim Sheli                                           | Yaron Shani                          | Israel, Deutschland                                      | Eran Naim, Stav Almagor |
| Dafne                                                             | Federico Bondi                       | Italien                                                  | Carolina Raspanti, Antonio Piovanelli, Stefania Casini |
| Dirty God                                                         | Sacha Polak                          | Niederlande, UK, Belgien, Irland                         | Vicky Knight, Katherine Kelly, Eliza Brady-Girard, Rebecca Stone, Bluey Robinson, Dana Marineci                                                                     |
| Falsche Poesie (Rossz Versek)                                     | Gábor Reisz                          | Ungarn, Frankreich                                       | Gábor Reisz, Lili Monori, Zsolt Kovács, Katalin Takács, Donát Seres, Mátyás Prukner, Barnabás Prukner                                                               |
| Fire Will Come / O Que Arde                                       | Óliver Laxe                          | Spanien, Frankreich, Luxemburg                           | Amador Arias, Benedicta Sanchez |
| Gelobt sei Gott                                                   | François Ozon                        | Frankreich                                               | Melvil Poupaud, Denis Ménochet, Swann Arlaud, Eric Caravaca |
| Eine Geschichte von drei Schwestern                               | Emin Alper                           | Türkei, Deutschland, Niederlande, Griechenland           | Cemre Ebuzziya, Ece Yuksel, Helin Kandemir, Kayhan Acikgoz, Mufit Kayacan                                                                                           |
| Gott existiert, ihr Name ist Petrunya                             | Teona Strugar Mitevska               | Nordmazedonien, Belgien, Slowenien, Frankreich, Kroatien | Zorica Nusheva |
| Gundermann                                                        | Andreas Dresen                       | Deutschland                                              | Alexander Scheer, Anna Unterberger, Axel Prahl, Thorsten Merten, Eva Weißenborn, Benjamin Kramme, Kathrin Angerer, Milan Peschel, Bjarne Mädel, Peter Sodann        |
| Homeward / Evge                                                   | Nariman Alijew                       | Ukraine                                                  | Achtem Seitablajew, Remzi Bilyalov, Dariya Barihashvili, Anatoliy Marempolskiy, Viktor Zhdanov, Veronika Lukianenko, Akmal Gurezov, Larysa Yatzenko                 |
| High Life                                                         | Claire Denis                         | Deutschland, Polen, UK, Frankreich, USA                  | Robert Pattinson, Juliette Binoche, André Benjamin, Mia Goth, Lars Eidinger, Claire Tran                                                                            |
| Ich war zuhause, aber…                                            | Angela Schanelec                     | Deutschland, Serbien                                     | Maren Eggert, Jakob Lassalle, Clara Möller, Franz Rogowski, Lilith Stangenberg, Alan Williams, Jirka Zett, Dane Komljen                                             |
| Intrige                                                           | Roman Polański                       | Frankreich, Italien                                      | Jean Dujardin, Louis Garrel, Emmanuelle Seigner, Grégory Gadebois                                                                                                   |
| Joy                                                               | Sudabeh Mortezai                     | Österreich                                               | Joy Anwulika Alphonsus, Precious Mariam Sanusi |
| Kler                                                              | Wojciech Smarzowski                  | Polen                                                    | Arkadiusz Jakubik, Robert Wieckiewicz, Jacek Braciak, Janusz Gajos, Joanna Kulig                                                                                    |
| Königin (Dronningen)                                              | May el-Toukhy                        | Dänemark, Schweden                                       | Trine Dyrholm, Gustav Lindh, Magnus Krepper |
| Leid und Herrlichkeit (Dolor y gloria)                            | Pedro Almodóvar                      | Spanien                                                  | Antonio Banderas, Asier Etxeandia, Leonardo Sbaraglia, Nora Navas, Julieta Serrano, Penélope Cruz                                                                   |
| Die Wütenden – Les Misérables                                     | Ladj Ly                              | Frankreich                                               | Damien Bonnard, Alexis Manenti, Djebril Zonga |
| Little Joe – Glück ist ein Geschäft                               | Jessica Hausner                      | Österreich, UK, Deutschland                              | Emily Beecham, Ben Whishaw, Kerry Fox |
| Macht des Geldes (El reino)                                       | Rodrigo Sorogoyen                    | Spanien, Frankreich                                      | Antonio De La Torre, Monica Lopez, José María Pou, Luis Zahera, Nacho Fresneda, Ana Wagener, Bárbara Lennie                                                         |
| Mir ist es egal, wenn wir als Barbaren in die Geschichte eingehen | Radu Jude                            | Rumänien, Tschechische Republik                          | Ioana Iacob, Alexandru Dabija, Alexey Bogdanchikov |
| Oleg                                                              | Juris Kursietis                      | Lettland, Litauen, Belgien, Frankreich                   | Valentin Novopolskij, Dawid Ogrodnik, Anna Próchniak, Adam Szyszkowski, Guna Zarina                                                                                 |
| Paranza – Der Clan der Kinder                                     | Claudio Giovannesi                   | Italien                                                  | Francesco Di Napoli, Viviana Aprea, Mattia Piano Del Balzo, Ciro Vecchione, Ciro Pellecchia, Ar Tem, Alfredo Turitto, Pasquale Marotta, Luca Nacarlo, Carmine Pizzo |
| Podbrossy                                                         | Iwan Twerdowski                      | Russland, Irland, Frankreich, Litauen                    | Denis Wlassenko, Anna Slju, Pawel Tschinarjow, Vilma Kunavičiūtė, Alexandra Ursuljak                                                                                |
| Porträt einer jungen Frau in Flammen                              | Céline Sciamma                       | Frankreich                                               | Noémie Merlant, Adèle Haenel, Luana Bajrami, Valeria Golino |
| Red Secrets – Im Fadenkreuz Stalins (Mr. Jones)                   | Agnieszka Holland                    | Polen, UK, Ukraine                                       | James Norton, Vanessa Kirby, Peter Sarsgaard |
| Sibel                                                             | Çagla Zencirci, Guillaume Giovanetti | Türkei, Frankreich, Deutschland, Luxemburg               | Damla Sönmez, Emin Gürsoy, Erkan Kolçak Köstendil, Elit Iscan, Meral Çetinkaya                                                                                      |
| Sons of Denmark (Danmarks sønner)                                 | Ulaa Salim                           | Dänemark                                                 | Zaki Youssef |
| Sorry We Missed You                                               | Ken Loach                            | UK, Frankreich                                           | Kris Hitchen, Debbie Honeywood |
| Stitches / Šavovi                                                 | Miroslav Terzic                      | Serbien                                                  | Snezana Bogdanovic, Marko Bacovic, Jovana Stojiljkovic, Vesna Trivalic, Dragana Varagic, Pavle Cemerikic                                                            |
| Synonymes                                                         | Nadav Lapid                          | Frankreich, Deutschland, Israel                          | Tom Mercier, Louise Chevillotte |
| Systemsprenger                                                    | Nora Fingscheidt                     | Deutschland                                              | Helena Zengel, Albrecht Abraham Schuch, Gabriela Maria Schmeide, Lisa Hagmeister                                                                                    |
| Tel Aviv on Fire                                                  | Sameh Zoabi                          | Luxemburg, Frankreich, Israel, Belgien                   | Kais Nashif, Lubna Azabal, Nadim Sawalha, Salim Daw, Laëtitia Eïdo, Amer Hlel, Yaniv Biton, Maisa Abd Elhadi                                                        |
| The Favourite – Intrigen und Irrsinn                              | Giorgos Lanthimos                    | UK, Irland                                               | Olivia Colman, Rachel Weisz, Emma Stone, Nicholas Hoult, Joe Alwyn                                                                                                  |
| Vom Gießen des Zitronenbaums (It Must Be Heaven)                  | Elia Suleiman                        | Frankreich                                               | Elia Suleiman |
| La Gomera                                                         | Corneliu Porumboiu                   | Rumänien, Frankreich                                     | Vlad Ivanov, Catrinel Marlin, Rodica Lazar, Antonio Buil, Agustí Villaronga, Sabin Tambrea                                                                          |
| Twin Flower / Fiore Gemello                                       | Laura Luchetti                       | Italien                                                  | Kalill Kone, Anastasiya Bogach |
| Über die Unendlichkeit                                            | Roy Andersson                        | Schweden, Deutschland, Norwegen                          | Jessica Louthander, Jan Eje Ferling, Martin Serner |
| Il Traditore – Als Kronzeuge gegen die Cosa Nostra                | Marco Bellocchio                     | Italien, Deutschland, Frankreich, Brasilien              | Pierfrancesco Favino, Maria Fernanda Candido, Luigi Lo Cascio, Fausto Russo Alesi, Fabrizio Ferracane                                                               |
| Weißer weißer Tag (Hvítur, Hvítur Dagur)                          | Hlynur Pálmason                      | Island, Dänemark                                         | Ingvar Eggert Sigurðsson, Ída Mekkín Hlynsdóttir, Hilmir Snær Guðnason, Björn Ingi Hilmarsson, Elma Stefanía Ágústsdóttir                                           |
| Werewolf / Wilkołak                                               | Adrian Panek                         | Polen, Deutschland, Niederlande                          | Kamil Polnisiak, Sonia Mietielica, Nicolas Przygoda |
| Yesterday                                                         | Danny Boyle                          | UK                                                       | Himesh Patel, Lily James |
| Young Ahmed (Le Jeune Ahmed)                                      | Jean-Pierre Dardenne, Luc Dardenne   | Belgien, Frankreich                                      | Idir Ben Addi, Olivier Bonnaud, Myriem Akheddiou, Louise Bluck, Claire Bodson, Othmane Moumen                                                                       |
| Zwischen den Zeilen (Doubles vies)                                | Olivier Assayas                      | Frankreich                                               | Guillaume Canet, Juliette Binoche, Vincent Macaigne, Nora Hamzawi, Christa Théret                                                                                   |

## Weitere Preise

### Preis für ein Lebenswerk
(präsentiert von Wim Wenders)
Werner Herzog, deutscher Regisseur, Produzent, Schauspieler, Synchronsprecher und Schriftsteller

### Beste europäische Leistung im Weltkino
(präsentiert von Claire Denis)
Juliette Binoche,  französische Schauspielerin

### Europäischer Koproduzentenpreis – „Prix EURIMAGES“
(präsentiert von Agata Buzek)
Ankica Jurić Tilić

### Bester Kurzfilm
Die eingereichten Kurzfilme wurden von unabhängigen Jurys bei 20 europäischen Filmfestivals ausgewählt. Aus diesen wurden fünf Kurzfilme nominiert und daraus wird von den über 3600 EFA-Mitgliedern ein Gewinner ausgewählt.
(präsentiert von Milan Marić und Daphne Patakia)
The Christmas Gift / Cadoul de Craciun von Bogdan Muresanu (Rumänien), 20 Minuten, Tampere
- Cães que Ladram aos Pássaros / Dogs barking at birds von Leonor Teles (Portugal), 20 Minuten, Venedig
- Reconstruction / Rekonstrukce von Jiří Havlíček und Ondřej Novák (Tschechien), 15 Minuten, Motovun
- The Marvelous Misadventures of the Stone Lady / Les extraordinaires mésaventures de la jeune fille de pierre von Gabriel Abrantes (Frankreich, Portugal), 20 Minuten, Vila do Conde
- Watermelon Juice / Suc de Syndria von Irene Moray (Spanien), 22 Minuten, Berlin

Weitere Beiträge
- Cadavre exquis von Stephanie Lansaque und Francois Leroy (Frankreich), 13 Minuten, Valladolid
- (Fool Time) Job von Gilles Cuvelier (Frankreich), 17 Minuten, Uppsala
- Black Sheep von Ed Perkins (UK), 27 Minuten, Cork
- A Worthy Man / En værdig mand von Kristian Håskjold (Dänemark), 19 Minuten, Leuven
- Freedom of Movement von Nina Fischer und Maroan el Sani (Deutschland, Italien), 30 Minuten, Rotterdam
- Patision Avenue / Λεωφόροσ Πατησίων von Thanasis Neofotistos (Griechenland), 12 Minuten, Clermont-Ferrand
- Hard On von Joanna Rytel (Schweden), 19 Minuten, Nijmegen
- One of many von Vuk Mitevskii (Nordmazedonien), 11 Minuten, Krakau
- Egg von Martina Scarpelli (Frankreich), 12 Minuten, Wien
- Cavalcade von Johann Lurf (Österreich), 5 Minuten, Hamburg
- Black Sun / Siyah Güneş von Arda Çiltepe (Türkei, Deutschland), 20 Minuten, Locarno
- Excess will save us von Morgane Dziurla-Petit (Frankreich, Schweden), 15 Minuten, Sarajevo
- Oslo von Shady Srour (Israel, Deutschland), 16 Minuten, Internationales Filmfestival Odense
- Weightlifter / Sztangista von Dmytro Sucholytkyj-Sobtschuk (Ukraine, Polen), 30 Minuten, International Short Film Festival in Drama (Griechenland)
- The Tent von Rebecca Figenschau (Norwegen), 17 Minuten, Encounters Internationales Kurzfilmfestival, Bristol

### Bester Dokumentarfilm
Am 27. August 2019 wurde eine Auswahlliste von 12 Dokumentarfilmen präsentiert, aus diesen wählten die über 3600 Mitglieder der Europäischen Filmakademie die fünf Nominierten und den späteren Preisträger aus.
(präsentiert von Nino Kirtadzé)
Für Sama / For Sama – Regie: Waad al-Kateab, Edward Watts (UK, USA)
- Land des Honigs / Honeyland / Медена Земја – Regie: Ljubomir Stefanov, Tamara Kotevska (Nordmazedonien)
- Putins Zeugen (Свидетели Путина / Swidetjeli Putina) – Regie: Witali Manski (Lettland, Schweiz, Tschechien)
- Selfie – Tod mit 16 in Neapel (Selfie) – Regie: Agostino Ferrente (Frankreich, Italien)
- The Disappearance of my Mother – Regie: Beniamino Barrese (Italien, USA)

Auf die Auswahlliste, aber nicht unter die Nominierten gelangten folgende Filmproduktionen:
- Aquarela – Regie: Victor Kossakovsky (Deutschland, UK, Dänemark)
- Delphine and Carole / Delphine et Carole, Insoumuses – Regie: Callisto Mc Nulty (Frankreich, Schweiz)
- Heimat ist ein Raum aus Zeit – Regie: Thomas Heise (Deutschland, Österreich)
- Lea Tsemel, Anwältin (Advocate) – Regie: Rachel Leah Jones, Philippe Bellaïche (Israel, Kanada, Schweiz)
- M – Regie: Yolande Zauberman (Frankreich)
- Push – Für das Grundrecht zu wohnen – Regie: Fredrik Gertten (Schweden, Kanada)
- Scheme Birds – Regie: Ellen Fiske, Ellinor Hallin (Schweden, UK)

### Bester Animationsfilm
(präsentiert von Hera Hilmar)
Buñuel im Labyrinth der Schildkröten (Buñuel en el laberinto de las tortugas / Buñuel in the Labyrinth of the Turtles) – Regie: Salvador Simó (Spanien, Niederlande)
- Ich habe meinen Körper verloren (J’ai perdu mon corps / I Lost My Body) – Regie: Jérémy Clapin (Frankreich)
- Die fabelhafte Reise der Marona (L’extraordinaire voyage de Marona / Marona’s Fantastic Tale) – Regie: Anca Damian (Frankreich, Rumänien, Belgien)
- The Swallows of Kabul (Les hirondelles de Kaboul) – Regie: Zabou Breitman und Éléa Gobbé-Mévellec (Frankreich, Luxemburg, Schweiz)

### Bester Erstlingsfilm(„Europäische Entdeckung – Prix FIPRESCI“)
Die sechs Nominierungen für das beste europäische Spielfilmdebüt wurden am 8. Oktober 2019 bekanntgegeben.
(präsentiert von Josefine Frida und Alex Lawther)
Die Wütenden – Les Misérables (Les Misérables) – Regie: Ladj Ly (Frankreich)
- Aniara – Regie: Pella Kagerman und Hugo Lilja (Schweden, Dänemark)
- Atlantique – Regie: Mati Diop (Frankreich, Senegal, Belgien)
- Blind Spot (Blindsone) – Regie: Tuva Novotny (Norwegen, Dänemark)
- Irina – Regie: Nadeschda Kossewa (Bulgarien)
- Ray & Liz – Regie: Richard Billingham (UK)

### European University Film Award(EUFA)
Porträt einer jungen Frau in Flammen – Regie: Céline Sciamma
- Als wir tanzten – Regie: Levan Akin
- Gott existiert, ihr Name ist Petrunya – Regie: Teona Strugar Mitevska
- Paranza – Der Clan der Kinder – Regie: Claudio Giovannesi
- Systemsprenger – Regie: Nora Fingscheidt

### Publikumspreis
Die Nominierungen für den Publikumspreis (People’s Choice Award) wurden am 2. September 2019 veröffentlicht.
(präsentiert von Julius Feldmeier und Sarina Radomski)
Cold War – Der Breitengrad der Liebe – Regie: Paweł Pawlikowski
- Ein Becken voller Männer (Le grand bain) – Regie: Gilles Lellouche
- Border – Regie: Ali Abbasi
- Der Brotverdiener – Regie: Nora Twomey
- Dogman – Regie: Matteo Garrone
- The Favourite – Intrigen und Irrsinn – Regie: Giorgos Lanthimos
- Girl – Regie: Lukas Dhont
- Glücklich wie Lazzaro – Regie: Alice Rohrwacher
- Leid und Herrlichkeit (Dolor y gloria) – Regie: Pedro Almodóvar
- Mamma Mia! Here We Go Again – Regie: Ol Parker
- Phantastische Tierwesen: Grindelwalds Verbrechen – Regie: David Yates
- Verachtung (Journal 64) – Regie: Christoffer Boe

### EFA Young Audience Award
Der 8. Europäische Kinderfilmpreis (EFA Young Audience Award) wurde am 5. Mai 2019 in Erfurt verliehen.
Fight Girl / Vechtmeisje – Regie: Johan Timmers (Niederlande, Belgien)
- Thilda & die beste Band der Welt (Los Bando) – Regie: Christian Lo (Norwegen, Schweden)
- Old Boys – Regie: Toby MacDonald (UK, Schweden)

### Beste Serie
(präsentiert von Agnieszka Holland und Rosa von Praunheim)
Achim von Borries, Hendrik Handloegten und Tom Tykwer (Regie und Drehbuch) für Babylon Berlin